# St.-Marien-Kirche (Diyarbakır)

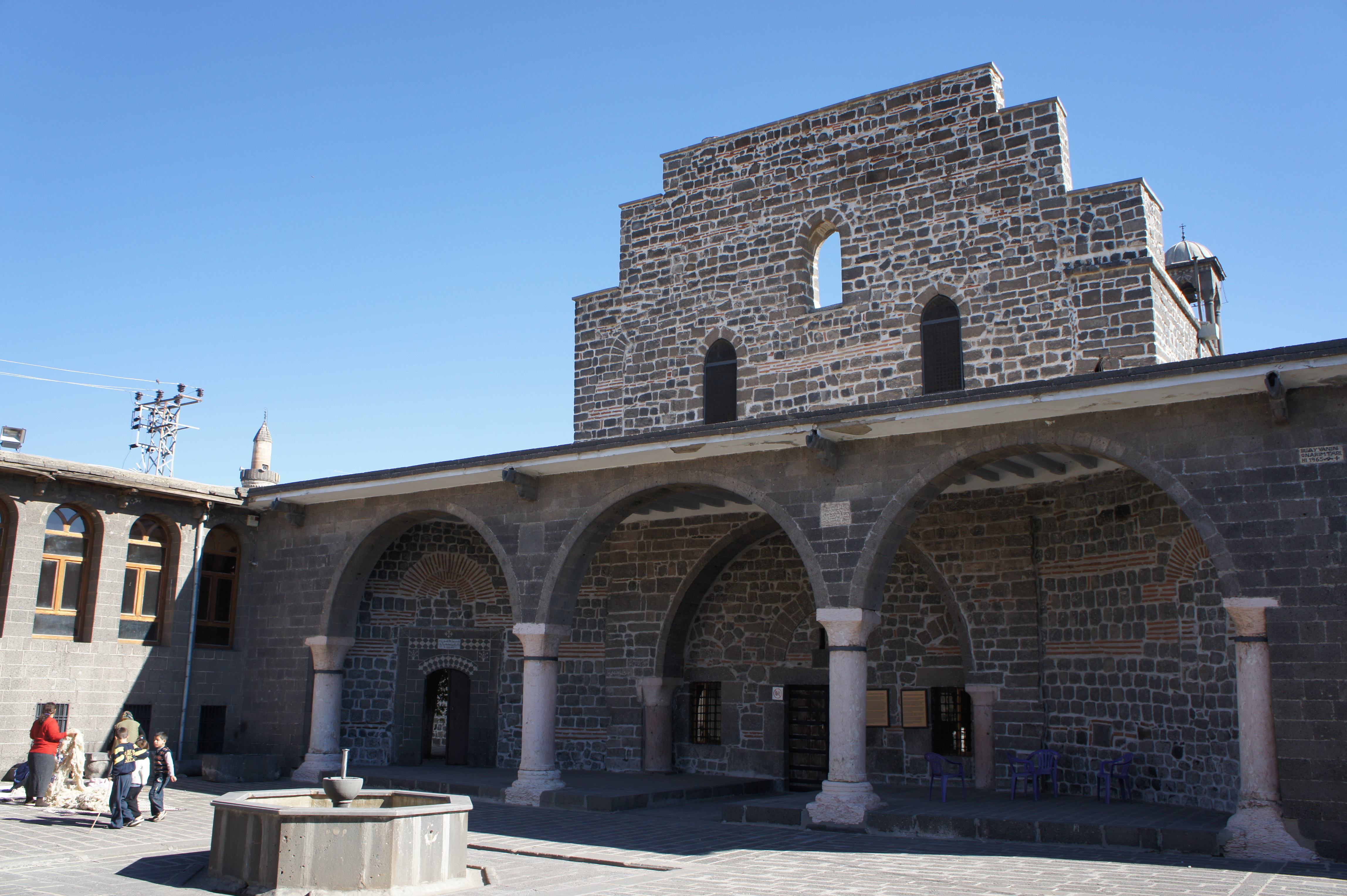
Zentraler Hof der Kirche

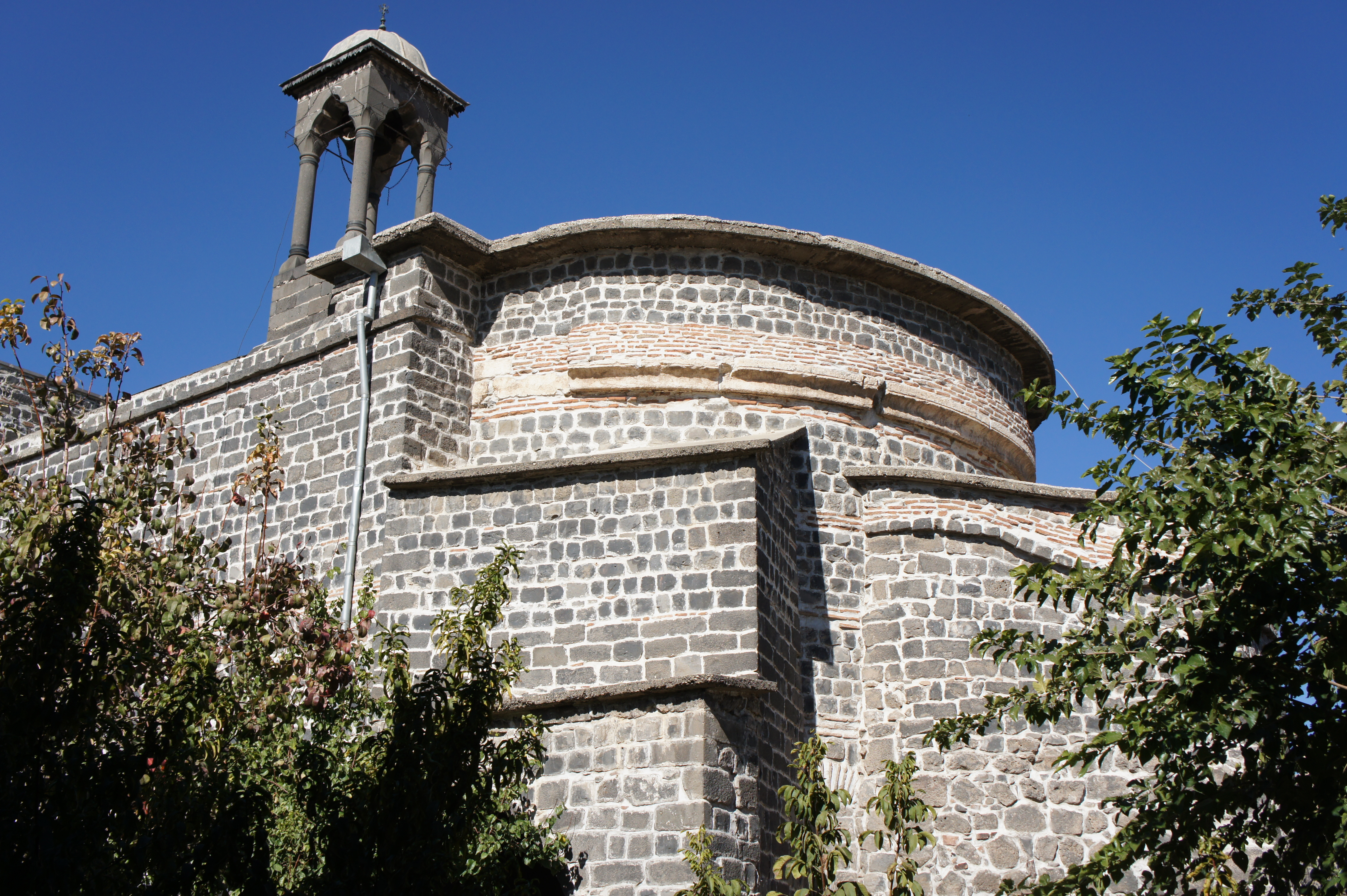
Außenansicht

Sankt-Marien-Kirche (syrisch ܥܺܕܬܳܐ ܕܝܳܠܕܰܬ݂ ܐܰܠܳܗܳܐ `Idto d-Yoldat Aloho, kurdisch Dêra Meryemê, türkisch Meryem Ana kilisesi) ist eine syrisch-orthodoxe Kirche aus dem Jahre 280 in Diyarbakır. Sie befindet sich heute im Stadtviertel Lâle-Bey und ist neben der stark zerfallenen Georgskirche die einzige noch (teilweise) erhaltene Kirche der Stadt.
Als Diyarbakır noch unter seinem syrisch-aramäischen Namen Amed bekannt war, war die Sankt-Marien-Kirche Sitz der Kirche des Ostens. Als Hauptsitz des Patriarchen brachte sie zahlreiche assyrische Theologen und Patriarchen hervor. Einige von ihnen fanden ihre letzte Ruhestätte in der St.-Marien-Kirche. Die Kirche besitzt zahlreiche Reliquien, so die Gebeine des heiligen Apostels Sankt Thomas und des Sankt Jakob von Serugh.
Das Gebäude wurde zunächst im 1. Jahrhundert vor Christus als heidnischer Tempel errichtet. Die derzeitige Konstruktion geht auf das 3. Jahrhundert zurück und wurde mehrere Male restauriert. Die ursprüngliche Kirche war wohl ein großer Zentralbau mit einem dreigliedrigen Naos, an den im Osten ein rechteckiges Presbyterium mit einer Apsis angebaut war. Nur dieser Chorraum besteht heute noch und wird von den aramäischen Christen der Stadt, die seit dem Völkermord an den Assyrern und Aramäern nur eine kleine Minderheit stellen, als Gebetsstätte benutzt.